# Municipio de Shiloh (condado de Camden)
El municipio de Shiloh (en inglés: Shiloh Township) es un municipio ubicado en el condado de Camden en el estado estadounidense de Carolina del Norte. En el año 2010 tenía una población de 2.506 habitantes.

## Geografía
El municipio de Shiloh se encuentra ubicado en las coordenadas 36°16′3.4″N 76°2′16.11″O / 36.267611, -76.0378083.